# Chorizopora spicata
Chorizopora spicata är en mossdjursart som beskrevs av Gordon 1984. Chorizopora spicata ingår i släktet Chorizopora och familjen Chorizoporidae. Inga underarter finns listade i Catalogue of Life.